# Маджарово
Маджа́рово (болг. Маджарово) — місто в Хасковській області Болгарії. Адміністративний центр общини Маджарово.

## Населення
За даними перепису населення 2011 року у місті проживала 561 особа.
Національний склад населення міста:
| Національність   | Кількість осіб | Відсоток |
| ---------------- | -------------- | -------- |
| болгари          | 391            | 87,5%    |
| турки            | 52             | 11,6%    |
| цигани           | 0              | 0%       |
| Всього відповіли | 447            |          |

Розподіл населення за віком у 2011 році:
Динаміка населення: